# محمد غلام
محمد غلام (انگلیسی: Mohammed Gholam؛ زادهٔ ۸ نوامبر ۱۹۸۰) یک بازیکن فوتبال اهل قطر است.

## باشگاهی
از باشگاه‌هایی که در آن بازی کرده‌است می‌توان به السد اشاره کرد.

## تیم ملی
وی همچنین در تیم ملی فوتبال قطر بازی کرده‌است.